# Internationale paysanne rouge

En-tête de papier à lettres de l'Internationale paysanne rouge (1924).

L'Internationale paysanne rouge, ou Krestintern (en russe : Крестинтерн),  Conseil Paysan International (CPI), était un organisme affilié à l'Internationale communiste (Komintern) et créé en octobre 1923.
À la direction du Krestintern, on retrouve dans un premier temps Thomas Dombal, Marius Vazeilles, Buergi, Smirnov... De 1925 à 1927, il est dirigé par Boukharine.
Il doit répondre à l'impératif défini par Zinoviev à travers l'Internationale communiste : l'union des ouvriers et des paysans.
Il peut ainsi être considéré comme le pendant rural de l'Internationale syndicale rouge (Profintern).
Véritable Internationale paysanne communiste, le Krestintern doit concurrencer les mouvements agrariens conservateurs, particulièrement représentés dans les pays d'Europe centrale et orientale.
La crise économique mondiale porte un coup fatal au Krestintern qui est mis en veilleuse puis disparaît en 1939, remplacé par un de ses services créé en 1925 : l'Institut agraire international (IAI).